# Le Chalard
Le Chalard är en kommun i departementet Haute-Vienne i regionen Nouvelle-Aquitaine i västra Frankrike. Kommunen ligger i kantonen Saint-Yrieix-la-Perche som tillhör arrondissementet Limoges. År 2022 hade Le Chalard 302 invånare.

## Befolkningsutveckling
Antalet invånare i kommunen Le Chalard
| Referens: INSEE |